# Sudac
Sudac je fizička osoba kojem se povjerava pravo i dužnost da u određenoj spornoj situaciji sam ili u dogovoru s drugim sucima donese odluku kojom se ta sporna situacija rješava.
Pojam suca obično se odnosi na pravo i sport. U pravnom sustavu neke zemlje sudac je postavljeni ili izabrani pojedinac kojem je povjereno rješavanje sporova kao pojedincu ili u sastavu sudskih vijeća, s ili bez sudjelovanja još nekih sudionika u odlučivanju (npr. porota). Suci se mogu pojaviti i u drugim profesionalnim udruženjima i udruženjima građana. Tamo obavljaju funkciju presuđivanja u sastavu specijaliziranih nedržavnih sudskih organa. Takvi su na primjer sudovi časti u privrednim komorama ili udruženjima novinara.